# Tafeltraube

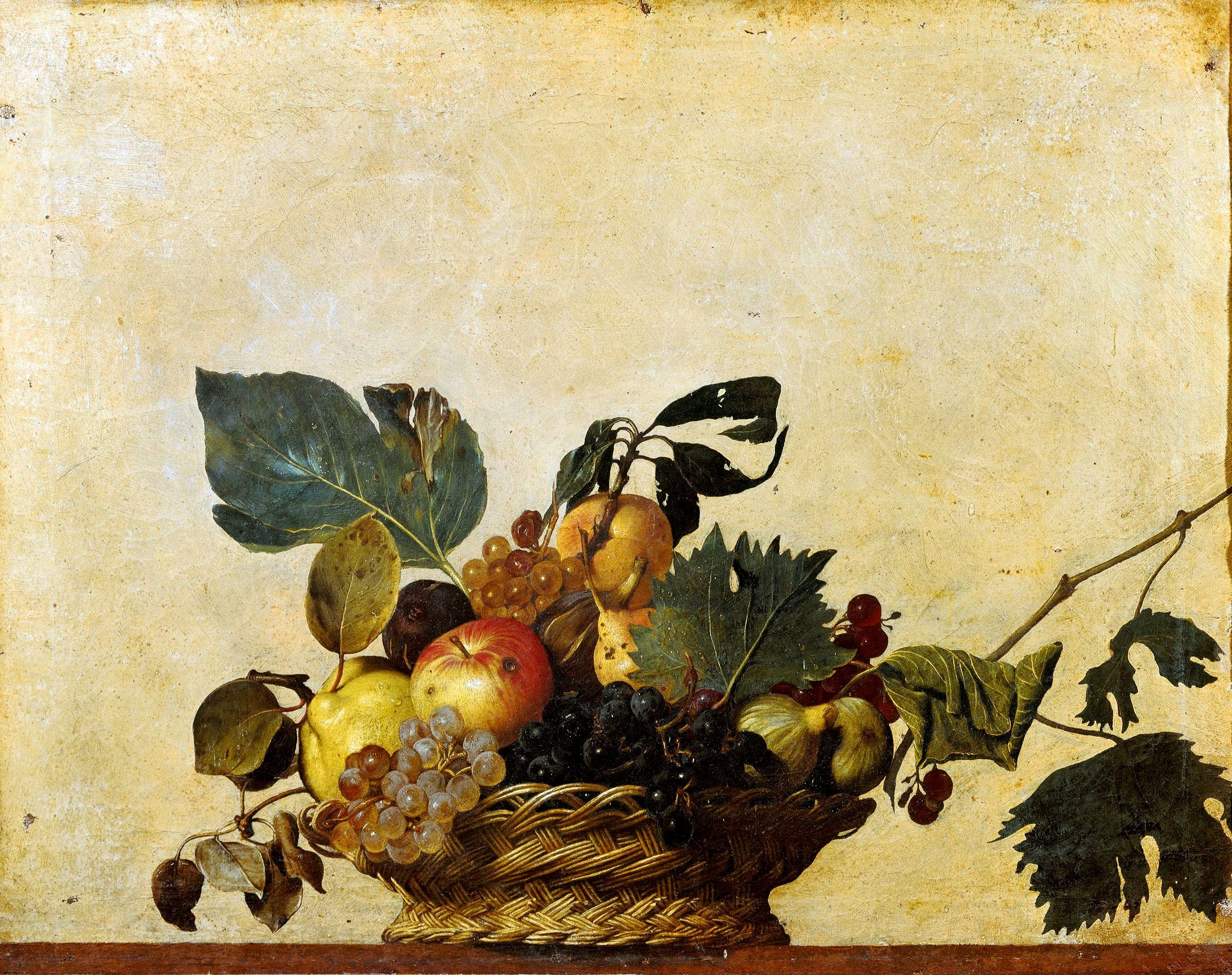
Tafeltrauben als Motiv im Stillleben Früchtekorb von Caravaggio

Tafeltrauben sind Weintrauben, also Früchte der Weinrebe, die im Unterschied zu den Keltertrauben nicht zur Weinherstellung verwendet, sondern als Obst roh gegessen werden. Tafeltrauben reifen nach der Ernte nicht nach, sie zählen zu den nichtklimakterischen Früchten.

## Anforderungen und Vorschriften
An Tafeltrauben werden andere Anforderungen gestellt als an die Keltertrauben: Die Trauben sollen lockerbeerig sein, die Beeren groß, saftreich, arm an oder frei von Kernen und zartschalig. Zudem ist eine frühe Reife erwünscht.
Ab der Reform der EU-Weinmarktordnung vom 1. August 2000 gilt für Tafeltrauben nicht mehr das Weinrecht. Sie dürfen deshalb wie anderes Obst, beispielsweise Äpfel, Birnen oder Kirschen, angebaut werden. Geschieht dies außerhalb von Weinbergsflächen und ohne Pflanzrecht, sind die rechtlichen Vorschriften zu beachten: Es dürfen keine Sorten angepflanzt werden, die als Keltersorten klassifiziert sind (z. B. Regent oder Phoenix).

## Weiße Sorten

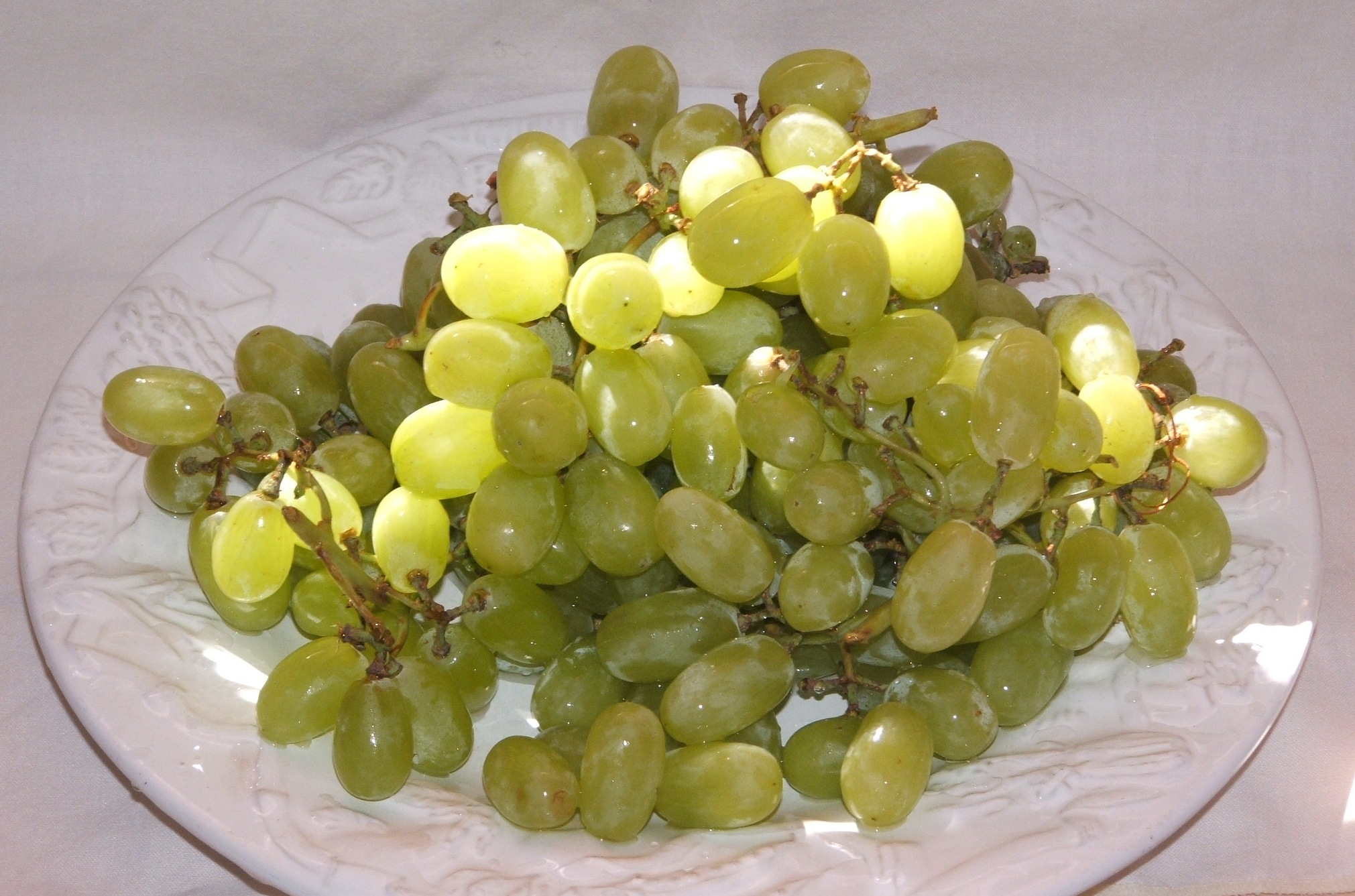
Die Sultanina mit ihren weißen, kernlosen Beeren ist die weltweit am häufigsten angebaute Tafeltraube.

- Angela
- Aron
- Birstaler Muskat
- Garant
- Gutedel, Vroege van der Laan
- Italia
- Königin der Weingärten
- Lignan Blanc, Gelbe Seidentraube
- Lilla
- Muscat d’Alexandrie
- Nelly
- New York, Lakemont seedless
- Palatina
- Perle von Csaba
- Perlona
- Pölöskei Muskat
- Prime
- Primus
- Regina
- Romulus
- Sultanina, Thompson Seedless
- Suzi
- Theresa
- Vanessa
- Verdelet
- Victoria

## Rote und blaue Sorten

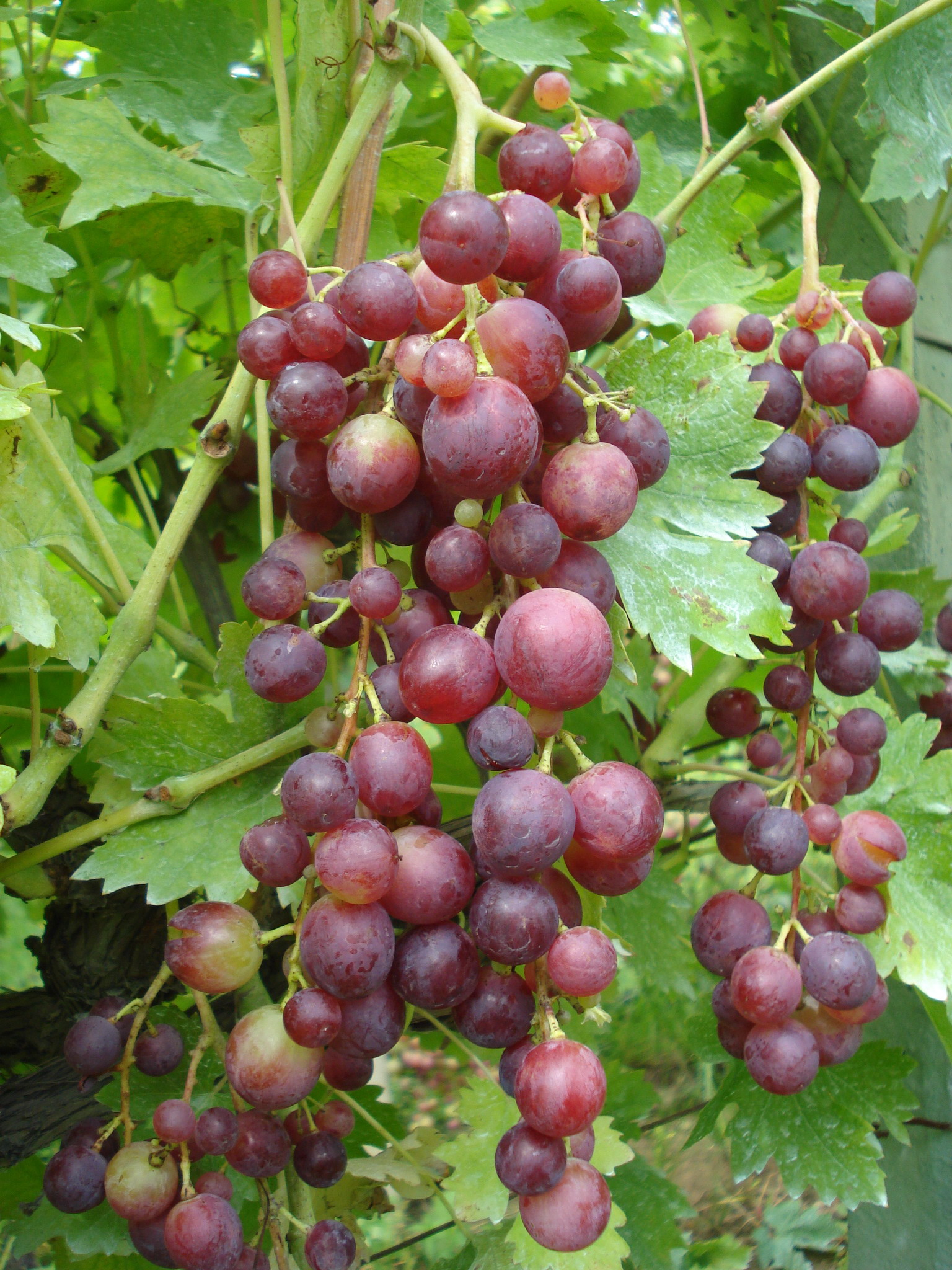
Die Cardinal ist eine bekannte und verbreitete rote
Rebsorte, die als Tafeltraube verwendet wird.

- Black Hamburg
 (Handelsname für die Tafeltraube der Rebsorte Trollinger)
- Boskoops Glorie
- Canadice
- Cardinal
- Clarissa
- Crimson Seedless
- Emperor
- Flame Seedless
- Galanth
- Ganita
- Isabella
- Königliche Esther
- Mitschurinski
- Muscat Bleu
- Muscat de Hambourg
- Nero
- Osella
- Red Globe
- Red Suffolk
- Swenson Red

## Weltweit häufig angebaute Tafeltrauben-Varietäten und deren Charakteristika
Die Weltproduktion an Tafeltrauben lag im Jahr 2014 bei etwa 27 Millionen Tonnen. Etwa die Hälfte der Weltproduktion kam dabei aus drei Ländern: der Volksrepublik China, Indien und der Türkei.
| Land                | 2000 | 2014 |
| ------------------- | ---- | ---- |
| Volksrepublik China | 1,3  | 9,2  |
| Indien              | 0,9  | 2,1  |
| Türkei              | 2,1  | 2,1  |
| Ägypten             | 1,0  | 1,4  |
| Vereinigte Staaten  | 0,9  | 1,2  |
| Iran                | 1,5  | 1,1  |
| Italien             | 1,4  | 1,0  |
| Usbekistan          | 0,4  | 1,1  |
| Brasilien           | 0,4  | 0,8  |
| Welt gesamt         | 15,7 | 27,0 |

| Varietät                                   | Charakteristika | Länder |
| ------------------------------------------ | --- | --- |
| Alphonse Lavallée                          | sehr große, dunkle, kernhaltige Trauben mit fester Schale                                                             | Argentinien, Chile, Türkei, Peru                                                                                                |
| Crimson Seedless                           | kleine bis mittelgroße, rote, elliptische, kernlose Beeren                                                            | Ägypten, Italien, Peru, Südafrika, Vereinigte Staaten                                                                           |
| Dattier de Beyrouth                        | große, weiße, kernhaltige Beeren, dichtgepackt, mit dicker Schale und festem Fruchtfleisch                            | Italien, Spanien, Türkei |
| Flame Seedless                             | mittelgroße, kernlose, rote Beeren                                                                                    | Argentinien, Chile, Ägypten, Peru, Südamerika, Vereinigte Staaten                                                               |
| Muscat de Hambourg (Muscat Hamburg)        | mittelgroße bis große dunkle, kernhaltige Beeren, Muskatellaromen                                                     | Volksrepublik China, Frankreich, Italien, Argentinien, Chile, Türkei, Peru                                                      |
| Italia                                     | sehr große, kernhaltige Beeren in dichter Packung                                                                     | Argentinien, Volksrepublik China, Italien                                                                                       |
| Muscat d’Alexandrie (Muscat of Alexandria) | sehr große weiße, elliptische, kernhaltige Trauben, dichtgepackt, mit festem Fruchtfleisch, intensive Muskatellaromen | Algerien, Argentinien, Griechenland, Marokko, Südafrika, Spanien                                                                |
| Red Globe                                  | mittelgroße, rote, runde, kernhaltige Beeren                                                                          | Argentinien, Australien, Chile Ägypten, Italien, Peru, Südafrika, Vereinigte Staaten                                            |
| Sugraone                                   | mittelgroße bis große weiße, kernlose Beeren, dichtgepackt                                                            | Argentinien, Australien, Ägypten, Italien, Peru, Südafrika, Vereinigte Staaten                                                  |
| Sultanina (Sultana)                        | kleine, weiße, kernlose Beeren, dichtgepackt, mit dünner Schale und festem Fruchtfleisch                              | Argentinien, Australien, Chile, Volksrepublik China, Griechenland, Indien, Iran, Südafrika, Ägypten, Türkei, Vereinigte Staaten |
| Victoria                                   | große, weiße, elliptische, kernhaltige Beeren, festes Fruchtfleisch                                                   | Argentinien, Italien |